# Ulla van Daelen

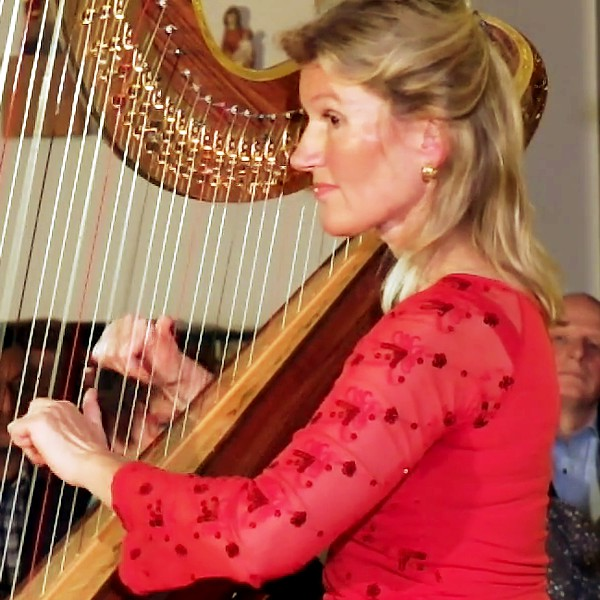
Ulla van Daelen 2015 bei einem Auftritt in der Abtei Maria Laach

Ulla van Daelen (* 1962 in Düsseldorf; gesprochen ['da:lən] mit Dehnungs-e; bürgerlich Ursula Gramsch) ist eine deutsche Harfenistin und Komponistin. Ab 1990 war sie zwanzig Jahre lang Solistin des WDR-Rundfunkorchesters. Seitdem arbeitet sie als Musikerin und Produzentin freischaffend. Sie veröffentlichte ab 1993 vierzehn eigene Alben und bewegt sich dort crossover zwischen verschiedenen Musikgenres.

## Leben
Van Daelen begann ihre klassische Ausbildung im Alter von fünf Jahren am Klavier. Beim Wettbewerb Jugend musiziert gewann sie mehrere Preise, bevor sie mit 12 Jahren die Harfe für sich entdeckte und schon zwei Jahre später als „Jungstudentin“ ein Juniorstudium an der Musikhochschule Köln begann. Mit 18 Jahren gewann sie einen Harfenwettbewerb des Bundesverbandes der Deutschen Industrie in Frankfurt. Nach dem Abitur nahm sie Unterricht bei Edward Witsenburg in Den Haag und schloss ihr Studium bei Helga Storck und Therese Rieu in Köln mit Auszeichnung ab.
Konzertreisen führten sie unter anderem in die USA und nach Japan. Erste Engagements brachten sie an Theater und große Opernhäuser wie die Deutsche Oper Berlin und die Deutsche Oper am Rhein. 1990 wurde Ulla van Daelen dann als eine Nachfolgerin Jonny Teupens Solo-Harfenistin des WDR-Rundfunkorchesters. Nach zwanzig Jahren verließ sie das Orchester 2010 und arbeitet seither als  freie Musikkünstlerin, Komponistin und Produzentin.
Ulla van Daelen verbrachte ihre Kindheit in Monheim am Rhein und ist die jüngere Schwester des Journalisten Christian Gramsch. Sie lebt seit langem in Köln. Ihren Künstlernamen wählte sie nach dem Geburtsnamen ihrer Mutter. Als wichtigste Inspirationsquelle bezeichnete sie die Natur.

## Werk
Angesichts der relativ geringen und meist alten musikalischen Literatur für die Harfe übertrug van Daelen bereits während ihrer Tätigkeit als Solo-Harfenistin im Orchester Klänge und vor allem Rhythmen unterschiedlicher Musikrichtungen auf die Harfe und bezeichnete das Ergebnis als „Classic-Folk-Jazz“.
Freischaffend spielte sie neben Solo-Konzerten oft in kleiner Besetzung als „Ulla van Daelen Duo“ oder „Ulla van Daelen Trio“ mit Urs Fuchs als Partner an Bass und Perkussion bzw. zusätzlich Klaus Mages, Leonard Gincberg oder Mario Argandoña am Schlagzeug. Gelegentlich kamen bei „Ulla van Daelen & friends“ weitere Gastmusiker hinzu, so etwa Selçuk Şahinoğlu an der Klarinette und Fethi Ak an der Darbuka. Seit den 2010er-Jahren gestaltet van Daelen Programme mit Literatur, in denen sich Lesung und musikalische Darbietung abwechseln, zum Beispiel gemeinsam mit Nina Hoger oder Elke Heidenreich.
Ihr Wirken führte sie unter anderem mit der WDR Big Band Köln und Vince Mendoza zusammen, mit der chilenischen Band Illapu, mit Wolfgang Niedecken und Manfred Krug sowie mit Martina Gedeck, Ulrike Kriener und Sabine Wackernagel. Beim Schleswig-Holstein Musik Festival trat sie mehrfach als Solistin auf. Im Duo war sie zum Beispiel zu Gast in der Stadtkirche auf der 12. Düsseldorfer Jazz-Rally 2004.

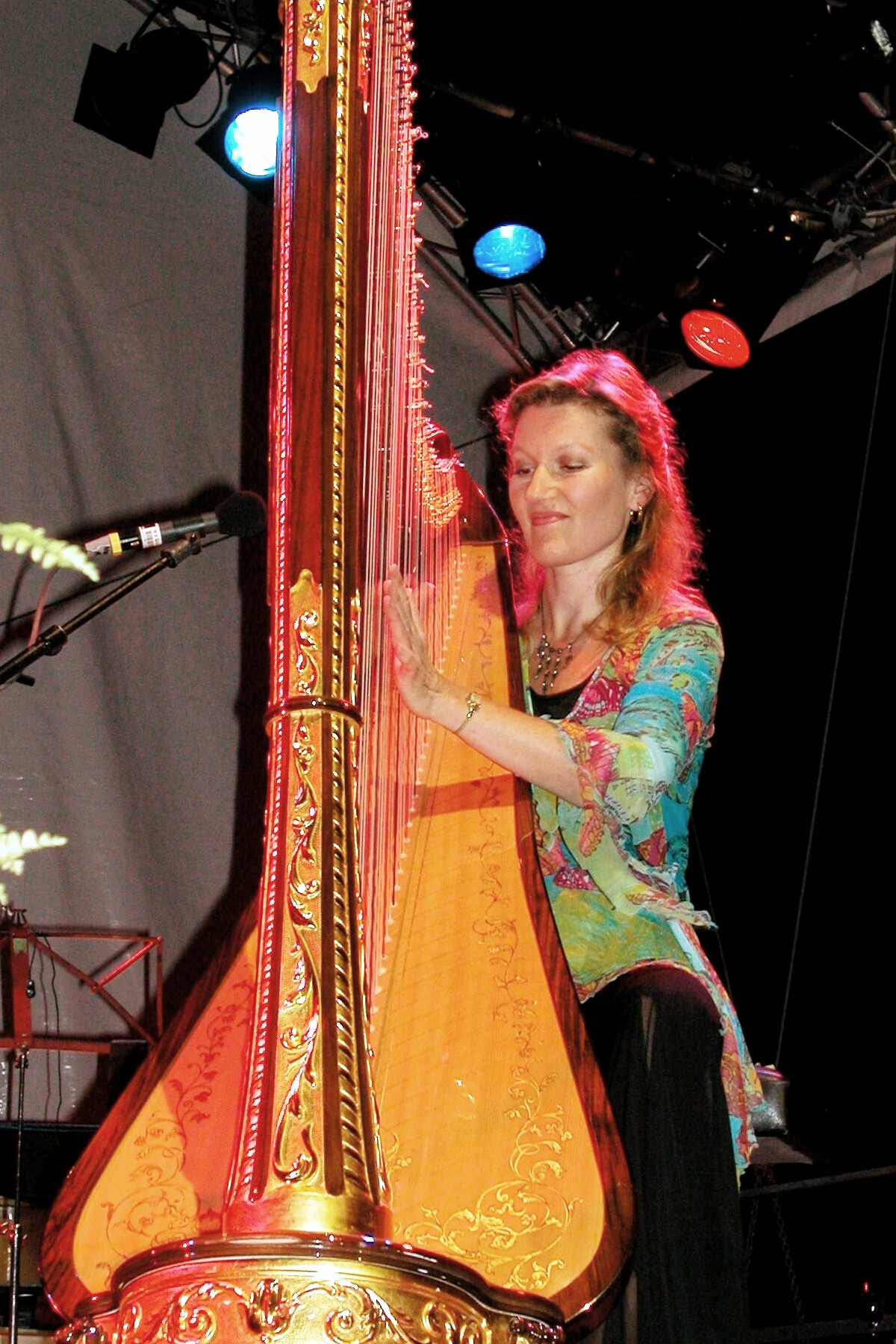
Ulla van Daelen 2004 im Schloss Lerbach; gut erkennbar die Birnenform moderner Resonanzdecken

Neben der Begleitung anderer Künstler auf der Bühne beteiligte sich van Daelen auch als Studiomusikerin an zahlreichen fremden Produktionen (siehe #Mitwirkungen). Wie schon im Orchester spielt sie meist auf einer Doppelpedalharfe der italienischen Manufaktur Salvi (siehe Bild).

### Stationen
Schon 1993 spielte van Daelen ihre eigenen Kompositionen – im Wechsel mit Repertoirestücken für die Harfe – für ihr erstes Album Ulla Gramsch – Harfe solo ein, das 1997 unter dem neuen Titel Shalimar ein zweites Mal veröffentlicht wurde. Beim Sender Klassik Radio wurde dieses Album kurz nach dem Erscheinen zur „CD des Monats“ gekürt und ihr Stück Boliviana längere Zeit in Rotation gesendet. Schon 1995 wurde das Album Rush Hour produziert und noch im gleichen Jahr veröffentlicht – als Audio-CD ein Novum auf dem Klassik-Markt (beim damaligen Label „New Classic Colours“).
1996 engagierte der Produzent Tato Gomez sie für ein Konzept-Album mit Entspannungsmusik, Sunflower, das seitdem weltweit vertrieben wird. 1999 gestaltete sie mehrere Hörfunksendungen im Rahmen der Reihe „Nachtmusik im WDR“, zu der sie sich den  Perkussionisten Nippy Noya, den Saxophonisten Charlie Mariano und den Sänger Peter Fessler einlud.
2001 und 2002 begleitete van Daelen die Weihnachtstournee der Jungen Tenöre. 2002 brachte sie außerdem ihr erstes ausschließlich mit Eigenkompositionen bestücktes Album Surprise heraus in Triobesetzung mit Harfe, Bass und Perkussion.
2004 trat Ulla van Daelen im Duo mit dem Jazz-Pianisten Joachim Kühn auf. Im selben Jahr begab sie sich mit ihrer Jazz-Komposition Surprise für Harfe und Streichorchester in der Bearbeitung des britischen Arrangeurs Steve Gray zusammen mit der „Jungen Kammerphilharmonie NRW“ auf Italien-Tournee.
Im Jahr 2005 erschien ihr Jazz-orientiertes Album Metharphosis, das sie mit Peter Fessler, Charlie Mariano, dem Mundharmonika-Virtuosen Berthold Matschat und weiteren Gastmusikern aufnahm. Mit dem Titelstück eröffnete sie im Anschluss an die Rede des damaligen Bundeskanzlers Gerhard Schröder die CeBIT in Hannover musikalisch, nach eigener Aussage das bisher unvergesslichste Erlebnis ihres Schaffens.
2006/2007 übernahm sie die musikalische Gestaltung für die im Hörverlag erschienenen Benefiz-Hörbücher Märchenwelten I und II mit prominenten Moderatoren und Schauspielern des ZDF. Im Juni 2007 wurden Titel ihres Albums Surprise als Choreographie auf der Burg Wilhelmstein von 60 Tänzerinnen aufgeführt.
2010 führte ein Konzert in Wintringen am Jakobsweg zur Begegnung mit dem Saarbrücker Autoren und Fotografen Peter Michael Lupp. Daraus entstand die Konzertlesung unterWEGs, die bundesweit an Pilgerorten aufgeführt wird. Zu diesem Programm gab der Regionalverband Saarbrücken 2012 das zweiteilige Klangbuch unterWEGs heraus, das aus einem Buch mit Bildern und Texten von Lupp sowie einer Musik-CD van Daelens zum Buch besteht. 2013 folgte eine Zusammenstellung traditioneller Lieder Zur Weihnacht, die sie für die Harfe arrangierte und um zwei eigene Kompositionen ergänzte.
2015 erschien van Daelens Werk Harp Goes Pop, mit dem sie sich bekannten Popmusiktiteln der 1970er und 1980er Jahre sowie der jüngeren Vergangenheit zuwendete und diese für ihr Instrument neu bearbeitete. 2018 veröffentlichte sie mit Open Harp wieder ein Album, das außer Golden Brown von den Stranglers ausschließlich eigene Kompositionen enthält. Zuletzt erschien 2020 mit Mandala erneut ein Album mit überwiegend eigenen Kompositionen. Außerdem arrangierte sie dafür Mike Oldfields Pop-Klassiker Tubular Bells. Mit Mandala wurde erstmals eines ihrer Alben bei den renommierten Stockfisch Records produziert, wo sie, animiert durch ein im Studio vorhandenes Instrument, auch erstmals eine Aufnahme auf einer Irischen Harfe einspielte.
Mit Reinhard Mey und Hannes Wader (beide als Sänger)  spielte sie das Lied Le Temps des cerises ein, das von Stockfisch 2022 auf YouTube veröffentlicht wurde.

## Rezeption
1996, sechs Jahre nach Beginn ihres Engagements im WDR-Rundfunkorchester, zeigte die ARD im Rahmen der Musikmesse „Klassik-Komm“ ein Künstlerporträt über Ulla van Daelen im Fernsehen. Auch die ARD-Sendungen ARD-Morgenmagazin und Aktuelle Stunde widmeten ihr Künstlerporträts.
2003 sendete Onyx.tv einen mit ihr gedrehten Chillout-Musikvideoclip zu einer leicht bearbeiteten Fassung ihres Titels Story der damals aktuellen CD Surprise. Auch zu Ring of Kerry aus dem Vorgängeralbum Sunflower produzierte Onyx.tv einem Clip.
2004 war sie mit der eigenen Bearbeitung des englischen Volksliedes Greensleeves im „Klingenden NRW“ des WDR Fernsehens zu sehen. 2008 gastierten „Ulla van Daelen & friends“ live im privaten Fernsehprogramm Türk Show in der Sendung Kunsttempel.
2009 illustrierte der WDR seinen Geschäftsbericht mit einer doppelseitigen Fotografie der damaligen Harfenistin seines Rundfunkorchesters. 2011 nutzte die Deutsche Welle ein Interview mit Ulla van Daelen sowie ihr Album Rush Hour für seine Hörfunksendung „Harfenklänge“.
2015 verwendete Deutschlandradio Kultur ein Auftrittsfoto des Ulla van Daelen Trios bei den Jazztagen Dresden 2012 als Blickfang des Themas „Jazzharfe“. 2016 lobte der Saarländische Rundfunk bei einer Rezension von Harp Goes Pop die „Perfektion“ der Umsetzung der Poptitel auf der Harfe und das „komplexe“ Solospiel van Daelens ohne Overdubs auf „verschiedenen Ebenen und dann auch noch live“ als „unglaublich“.
2020, als während der COVID-19-Pandemie in Deutschland das Konzertleben darniederlag und nichtzuletzt geplante Konzerte van Daelens abgesagt wurden, lud der WDR sie zu einem eigenen Radiokonzert der WDR-3-Sendung „Tonart“ ein.
Einige ihrer Produktionen werden regelmäßig im WDR-4-Hörfunkprogramm Am Rande der Nacht – Musik zum Träumen gesendet.

## Diskografie
In ihren bisher vierzehn eigenen Alben veröffentlichte Ulla van Daelen insgesamt 188 Titel, von denen 42 allerdings Neuauflagen bereits veröffentlichter Titel sind, etwa die komplette Shalimar von 1997. Deren Titel wurden aber teils neu arrangiert und aufgenommen. Von somit 146 bearbeiteten Musikstücken komponierte sie 98 selbst. Bei 48 Stücken handelt es sich um fremde Kompositionen oder Traditionals bzw. Volkslieder, die van Daelen teils für die Harfe neu arrangierte. Neben dem Traditional Greensleeves auf Shalimar sind auf Zur Weihnacht acht Volkslieder enthalten. Fremde Kompositionen finden sich einerseits in 20 von 30 Titeln der relativ „klassischen“ frühen Werke Harfe solo und Rush hour, andererseits ist ihr Arrangement für die Harfe gezieltes musikalisches Konzept des drittletzten Albums Harp goes Pop, das mit siebzehn ausschließlich solistischen Coverversionen bekannter Poptitel einen für die Harfe außergewöhnlichen Weg beschreitet. Schließlich finden sich auch in den Alben Open Harp und Mandala von 2018 und 2020 mit Golden Brown und Tubular Bells ausgesprochen populäre, für die Harfe neu arrangierte Fremdkomposition.

### Studioalben

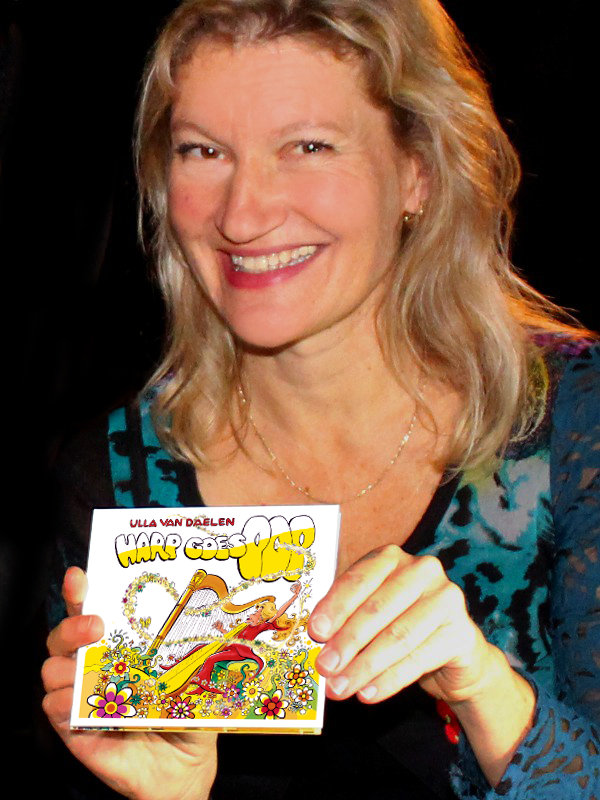
Ulla van Daelen 2015 in Grefrath mit ihrem Album Harp Goes Pop, gestaltet von Norbert Höveler

Soweit nicht anders angegeben nach: Gemeinsame Normdatei, ggf. mit Labelcode-Recherche.
- 1993: Ulla Gramsch – Harfe solo  (Peter Hennes, Kerpen)[27] Debüt; vergriffen; 1997 neu aufgelegt als Shalimar
- 1995: Rush Hour  (New Classic Colours/Fono Schallplatten, Laer) (vergriffen)
- 1996: Sunflower  (The Art of Living/Klick-Verlag, Rotkreuz ZG (Schweiz); 2001 Perleberg, Bochum)
- 1997: Shalimar  (New Classic Colours) vergriffen; neubetitelte Neuauflage von Harfe solo; 2007 erneut aufgelegt
- 2002: Surprise  (Sonic Market, Düsseldorf)
- 2005: Metharphosis  (Westpark Music, Köln)
- 2007: Shalimar  (Van Daelen) um Stücke aus Rush Hour sowie das Traditional Greensleeves erweiterte Neuauflage
- 2011: Harp & Glory  (Van Daelen Music, Köln)
- 2012: unterWEGs  (Van Daelen Music, Köln) CD zum gleichnamigen Klangbuch, siehe Mitwirkungen[14]
- 2013: Zur Weihnacht  (Van Daelen Music, Köln)
- 2015: Harp Goes Pop  (Van Daelen Music, Köln)
- 2018: Open Harp  (Van Daelen Music, Köln)
- 2020: Mandala  (Stockfisch Records, Northeim)
- 2024: 83 Strings  (Stockfisch Records, Northeim)[28]

### Mitwirkungen
- 1994: Masterworks – mit Fried Walter u. a.  (Hohner, Trossingen)[27]
- 1998: Farfarello & Freunde – Live 98 – mit Farfarello  (Auf Punkt Records)
- 1999: American Christmas / Vol. 1. – mit Slim Man u. a.  (California Sunset Records)[2]
- 1999: Eurosonic Experiences – mit Eroc & Urs Fuchs  (BSC Music)
- 2000: Semikolon – mit Farfarello  (Farfarello)
- 2000: Bullitt – mit Lalo Schifrin, Soundtrack-CD zum Film Bullitt von 1968
- 2001: Art of Living – the collection – mit Berthold Matschat u. a.  (Perleberg, Bochum)[2]
- 2002: Der Weihnachtskrug – mit Manfred Krug  (Warner Music Group)
- 2003: Blow Up – mit Talking Horns  (Westpark Music, Köln)
- 2008: Blauklang – mit Vince Mendoza, Markus Stockhausen u. a.  (ATC Music, München)[2]
- 2008: Book Six – Lieder aus dem Brennen der Nacht – mit Orlando und die Unerlösten  (Newpast, Kassel)
- 2012: unterWEGs, Klangbuch – mit Peter Michael Lupp  (Regionalverband Saarbrücken)[14]
- 2021: Air de Décembre – mit Lydie Auvray  (Westpark Music, Köln)
- 2022: Noch hier – mit Hannes Wader  (Stockfisch Records, Northeim)[29]
- 2022: Borderland – mit Anne Clark und Justin Ciuche  (Stockfisch Records, Northeim)[30]
- 2024: Nach Haus – mit Reinhard Mey  (Universal Music)